# Oripoda magna
Oripoda magna är en kvalsterart som först beskrevs av Balogh och Sandór Mahunka 1969.  Oripoda magna ingår i släktet Oripoda och familjen Oripodidae. Inga underarter finns listade i Catalogue of Life.